# Policy Certification Authority
Als Policy Certification Authority (PCA) wird die oberste Zertifizierungsinstanz einer Public-Key-Infrastruktur bezeichnet.
Sie hat die Richtlinienkompetenz, in der alle technischen und organisatorischen Sicherheitsaspekte für die Erstellung und Verwaltung von Digitalen Zertifikaten festgelegt werden. Die PCA übernimmt alle verschlüsselungsrelevanten Funktionen, beglaubigt die von der Zertifizierungsstelle (CA) herausgegebenen öffentlichen Schlüssel und veröffentlicht die Zertifikate und Sperrlisten.
Die Aufgabe der PCA besteht darin, Sicherheitsrichtlinien („Policy“) bezüglich der Zertifizierung festzulegen. Unter Beachtung dieser Richtlinien werden die CAs zertifiziert, die ihrerseits die Teilnehmerzertifikate ausstellen. Optional kann eine Registrierungsstelle (RA) zwischengeschaltet werden, die Teilnehmeridentitäten kontrolliert, aber keine Zertifikate ausstellen darf.